# Kaistraße Studios

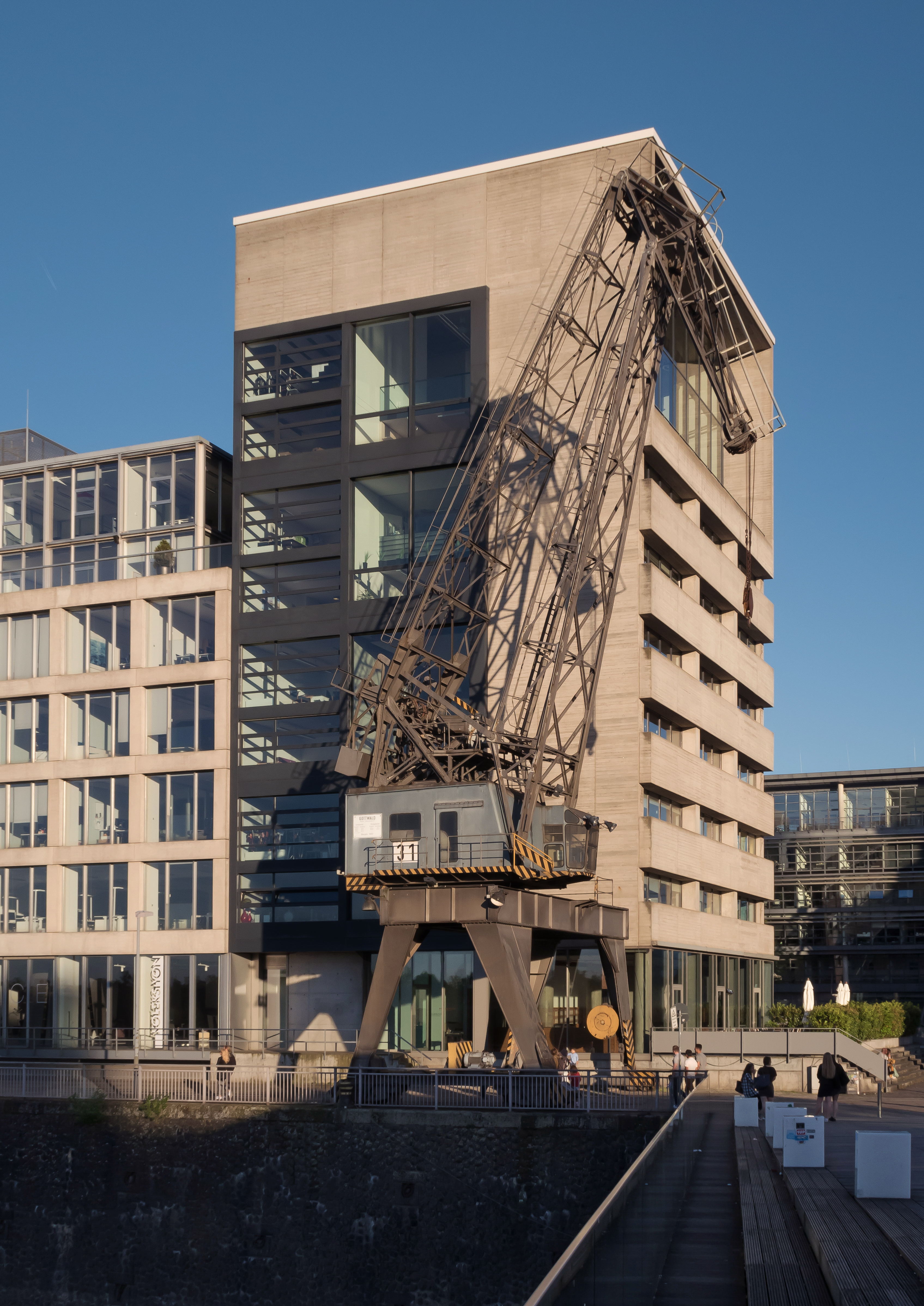
Kaistraße Studios mit Hafenkran, 2018

Kaistraße Studios ist ein Bürogebäude im Medienhafen Düsseldorf, das in den Jahren von 1994 bis 1997 von dem Architekturbüro David Chipperfield Architects unter Führung von David Chipperfield in örtlicher Kooperation mit den Büros Ingenhoven, Overdiek und Partner entwickelt wurde.

## Geschichte, Gebäudebeschreibung

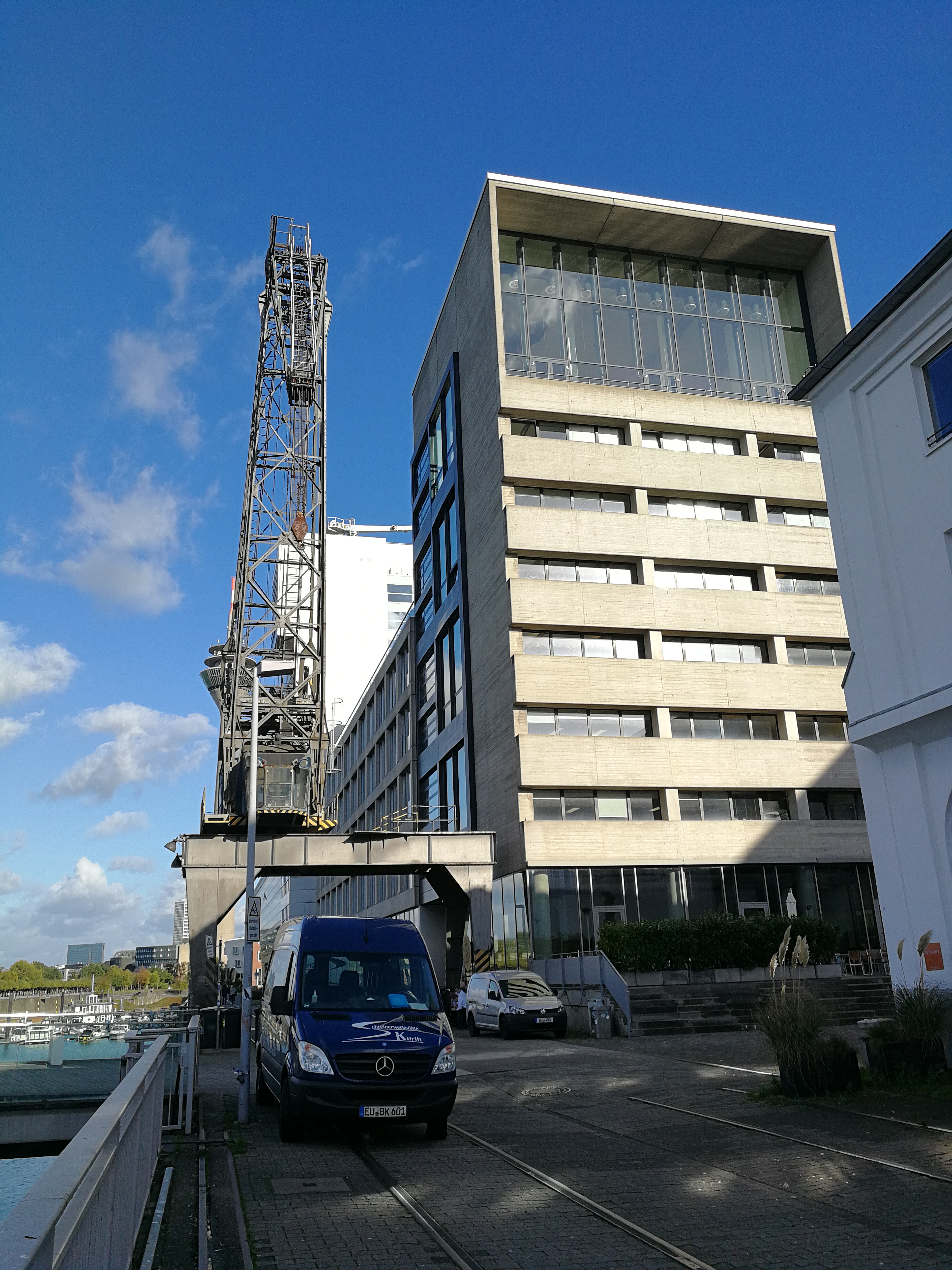
Ansicht von Süden, 2017

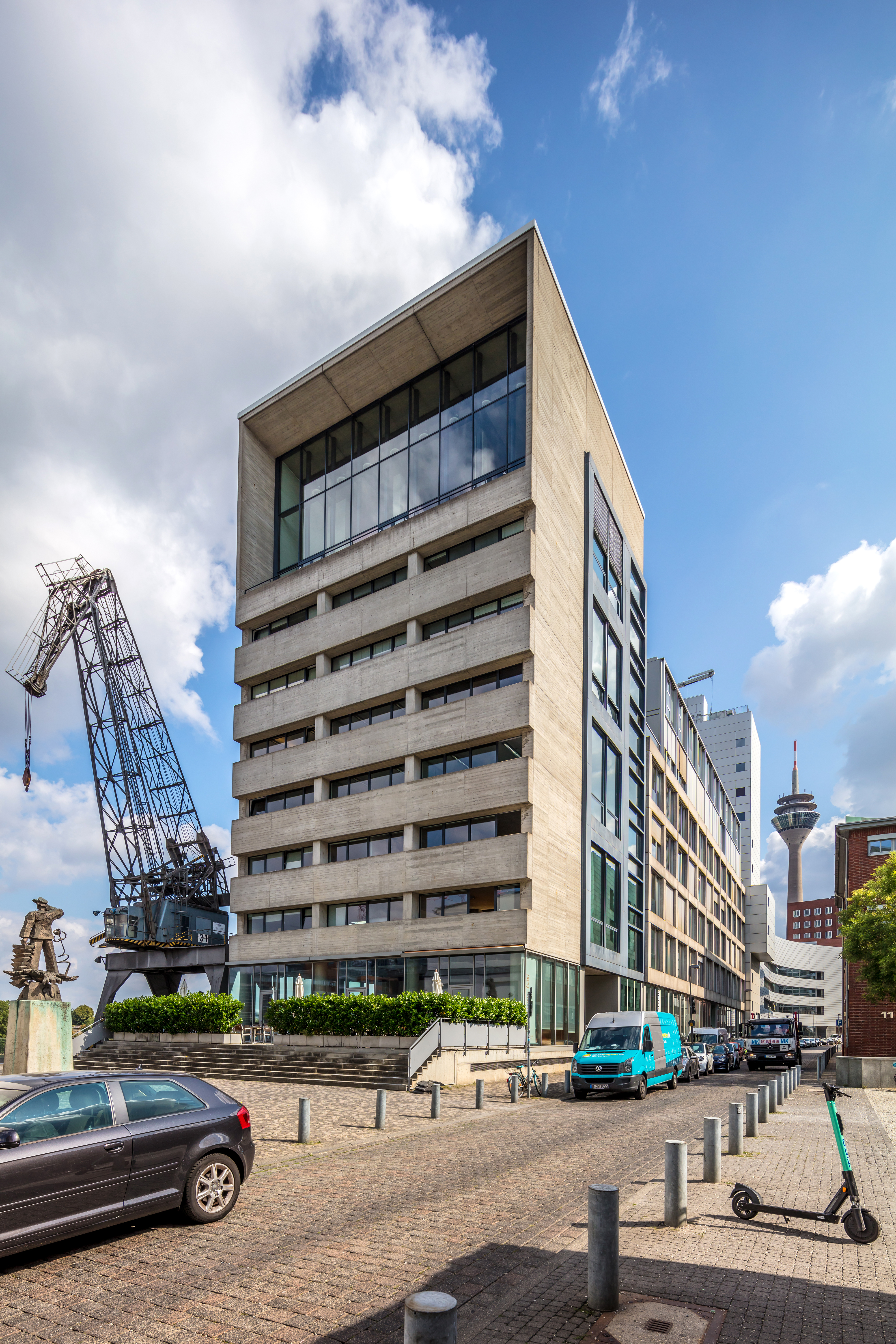
Straßenansicht Am Handelshafen, 2019

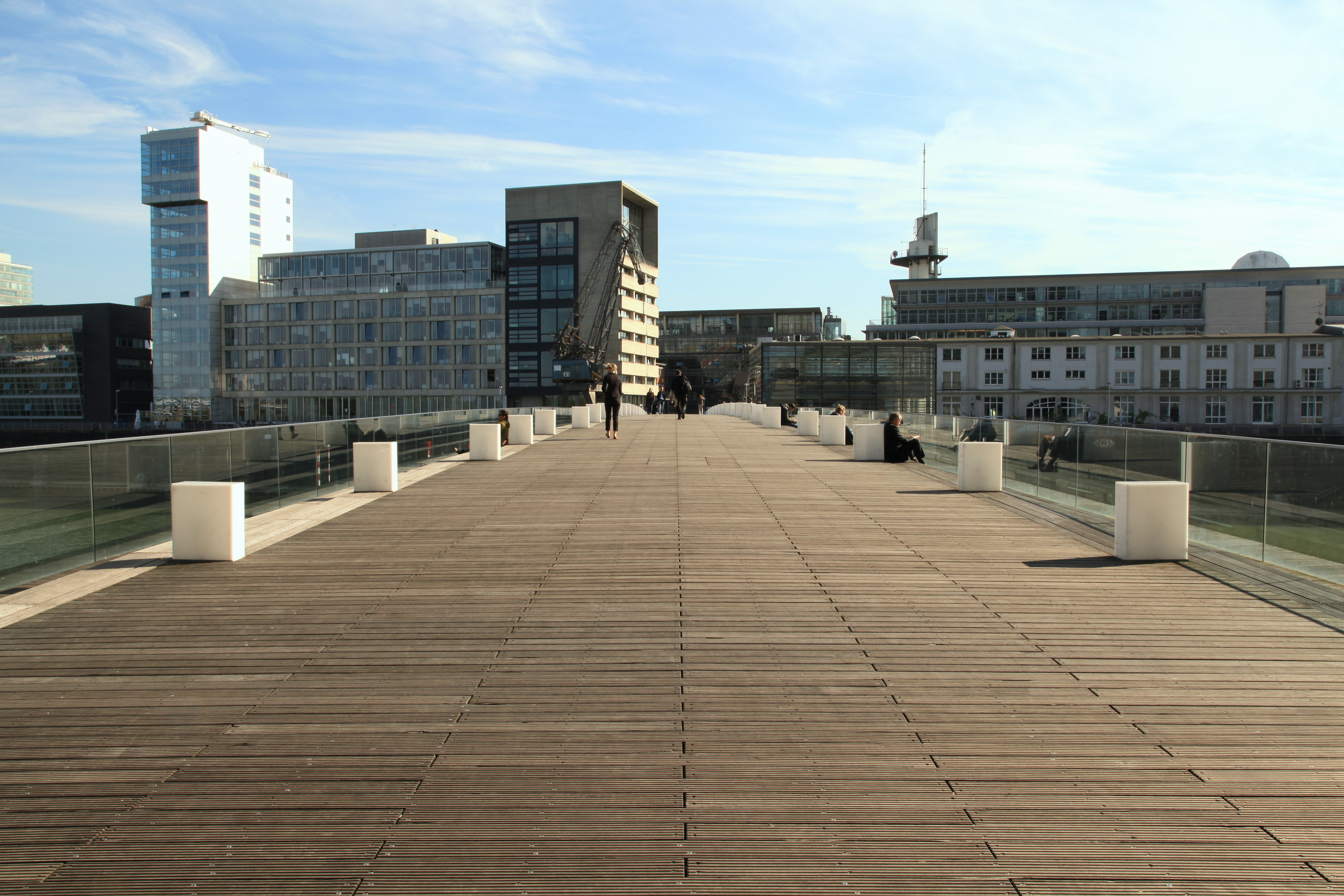
Kaistraße Studios als Blickpunkt der Fußgängerbrücke The Living Bridge, 2012

Das achtgeschossige Gebäude mit einer Höhe von rund 30 m und einer Bruttogeschossfläche von 3350 m² entstand auf dem Grundstück Kaistraße 16–18 im Zusammenhang mit der städtebaulichen Konversion eines Düsseldorfer Hafengebietes, bei dem Elemente der früheren Handelshafen- und Industrienutzung wie Pflaster, Gleise und Kräne bewusst erhalten wurden. Es bildet den Endpunkt eines Ensembles von Bürogebäuden zwischen Kaistraße und der Straße Am Handelshafen. Mit dessen Entwicklung waren die Architekten Wolfgang Döring (Kai-Center, Kaistraße 20), Steven Holl (Kaistraße 18), Christoph Ingenhoven und Jürgen Overdiek (Kaistraße 16a) beauftragt. Das Gebäude markiert einen Durchgang zwischen beiden Straßen an einer Stelle, wo in Verlängerung der Passage bis 2005 die Fußgängerbrücke The Living Bridge über das Becken des historischen Handelshafens entstand.
1993 wurde in Zusammenarbeit mit der Stadt für die gesamte Gebäudezeile ein internationaler Wettbewerb veranstaltet. Dabei entstand die Idee einer Zeile unterschiedlich hoher und breiter Flachbauten mit individueller Textur. Eine Grundstücksgesellschaft, die von dem Kunstberater Helge Achenbach als Ansprechpartner der Architekten vertreten wurde, gab daraufhin das Gebäude in Auftrag, ursprünglich als Atelierhaus für Bildhauer und Maler. Diesem Bauprogramm entsprechend entwarfen die Architekten einen skulptural und brutalistisch wirkenden, turmartigen Block aus rohem Sichtbeton, in den große rechtwinklige Öffnungen eingeschnitten sind. Die dem historischen Hafenbecken und der Kaistraße zugewandten Fensterflächen sind in dunkle Stahlrahmen gefasst. In Richtung Süden öffnet sich in den oberen Geschossen über mehrere Etagen die in einer Loggia zurückgesetzte Fensterfläche eines großen loftartigen Ateliers. Darunter zeigt das Gebäude sechs, in sich gegliederte, horizontale Fensterschlitze. Im Sockel des Gebäudes wurde ein Restaurant mit einer erhöhten Eingangsterrasse geplant. In die obersten Geschosse zog das Atelier des Künstlers Jörg Immendorff ein. Später kamen vor allem Büronutzungen in das Gebäude, etwa eine Vertretung von Katjes International. Den Einsatz der „rauhen“ Baumaterialien Beton und Stahl verstanden die Architekten als Bezug auf die Ästhetik und Materialität des Hafengebiets.
1998 zeichnete das Royal Institute of British Architects das Gebäude als einen der Zweitplatzierten im jährlichen Wettbewerb um den Stirling-Preis aus.